# SimAnt
SimAnt, sottotitolato The Electronic Ant Colony su alcune copertine, è un videogioco di simulazione pubblicato da Maxis nel 1991 per i computer MS-DOS, Windows 3.1 e Mac OS, in cui il giocatore gestisce una colonia di formiche. Successivamente uscì anche per Amiga, console SNES e i computer giapponesi FM Towns, PC-98 e Sharp X68000. Venne progettato da Justin McCormick e Will Wright, il creatore degli altri videogiochi della serie Sim; dopo SimCity e SimEarth, si trattava del terzo titolo della serie, ed è simile ai predecessori nella struttura, ma particolare per ambientazione e obiettivi.
È stato ripubblicato dalla Maxis come parte della raccolta SimClassics.

## Modalità di gioco
Il gioco è essenzialmente una simulazione di una colonia di formiche. Esistono tre modalità di gioco: Quick Game (Gioco rapido), Full Game (Gioco completo) ed Experimental Game (Gioco sperimentale). Nella versione per SNES sono presenti anche otto scenari, dove l'obiettivo è quello di eliminare le formiche rosse in vari ambienti, ciascuno con diversi ostacoli.
In SimAnt il giocatore ha il ruolo di una formica in una colonia di formiche nere, nel giardino posteriore di una casa periferica. La colonia deve combattere contro le formiche rosse nemiche. L'obiettivo finale è quello di conquistare territorio all'interno del giardino, penetrare nella casa fino a cacciar via i padroni umani. In questo aspetto, è un gioco piuttosto diverso rispetto agli altri della serie Sim, dove in genere non esiste una condizione di "vittoria" o di "sconfitta".
Nella gara rapida, il giocatore ha una colonia di formiche nere in un piccolo appezzamento di terreno, mostrato in prospettiva dall'alto, mentre l'avversario, gestito dal computer, assume il controllo di una colonia di formiche rosse nello stesso territorio. Le colonie sotterranee sono mostrate in una visuale laterale. Il giocatore ha il controllo di una singola formica alla volta, indicata dal colore giallo, ma può scegliere quale formica controllare semplicemente facendovi doppio-click. Anche il ragno può essere controllato con un doppio click.
La formica controllata dall'utente può inoltre influenzare il comportamento delle altre formiche nere attraverso il rilascio di feromoni e può fare in modo che un piccolo numero di altre formiche la segua. La gara rapida viene vinta (o persa) quando la colonia rossa (o nera) viene sconfitta definitivamente.
La formica controllata dall'utente può anche raccogliere cibo e sassi, rigurgitare cibo per le formiche amiche e attaccare quelle nemiche, ragni, bruchi e formicaleone. I pericoli naturali comprendono i passi umani, ragni, tagliaerba e la pioggia, che lava via i feromoni e può inondare il fondo della colonia.
Nella modalità intera, il giocatore inizia con una colonia vista in modo molto simile alla modalità veloce. Per vincere in questa modalità è necessario conquistare tutta la mappa, costituita da un giardino e una casa. Per espandere la colonia, si devono riprodurre le formiche regine facendole accoppiare con i fuchi.
Infine, la modalità "experimental" è simile a quella veloce, a parte per il fatto che il giocatore può controllare anche le formiche rosse, ed ha accesso ad un set di strumenti sperimentali, che consentono al giocatore di piazzare feromoni, muri, rocce, formiche e cibo.
Il manuale comprende, oltre a informazioni strettamente necessarie al gioco, anche molte informazioni sulle colonie di formiche.

### Animali
In SimAnt c'è una grande varietà di creature, come ragni, formicaleoni, bruchi, uccelli, e anche umani. Gli insetti possono essere uccisi mandandogli contro sciami di formiche. I ragni e i bruchi morti possono anche essere trasformati in cibo.
Le formiche sono divise in caste. I lavoratori normalmente costruiscono la maggior parte della colonia e i loro compiti sono quelli di procurare cibo, scavare i nidi, prendersi cura di uova e larve e della regina. Inoltre aiutano a difendere il nido. I soldati sono più forti dei lavoratori, e sono meglio in grado di combattere con formiche nemiche; possono fare la maggior parte dei compiti svolti dai lavoratori ma hanno bisogno di più cibo, e non possono prendersi cura di uova e larve. Le regine devono solo deporre le uova e sono la categoria più importante. Le nuove regine e i fuchi hanno le ali e i loro compiti consistono nel far avanzare la colonia espandendola con nuovi territori.

## Accoglienza
Le recensioni critiche dell'epoca furono generalmente buone o discrete; la rivista Videogame & Computer World arrivò insolitamente a dare il voto 100% su tutti i fronti alla versione DOS.
È stato nominato miglior videogioco di simulazione nel 1992 ai CODiE Awards della Software Publisher Association.
Secondo alcune copertine americane per PC del gioco, attraverso una statistica della Software Publisher's Association, sono state vendute oltre 100 000 copie.